# Sadistic Mika Band
A Sadistic Mika Band (サディスティック・ミカ・バンド) japán rockegyüttes volt, amelyet 1972-ben alapított Kató Kazuhiko énekes-gitáros és felesége, Kató Mika énekes Cunoda Hiro dobossal és Takanaka Maszajosi gitárossal. A zenekar neve John Lennon és Yoko Ono által alapított Plastic Ono Band paródiája, a sadistic szó pedig Mika főzés közbeni „szadista” késmozdulataira vezethető vissza.
2003-ban a japán HMV a 94. helyen rangsorolta az együttest a „100 legjobb japán popelőadó” listáján, míg 2007-ben a japán Rolling Stone magazin „minden idők 100 legjobb japán rockalbuma” listáján a zenekar 1972-ben megjelent Kurofune című albuma a kilencedik helyen végzett.

## Az együttes története

### 1972–75: Sadistic Mika Band
Kató Kazuhiko 1972-ben a londoni Kensingtonba költözött, ahol lenyűgözte a David Bowie és a T. Rex által vezetett glam rock világa, amely hatására úgy döntött, hogy feleségével együttest alapít Japánban. A zenekar kezdeti felállásában Kató énekelt és gitározott, felesége énekelt, Cunoda Hiro dobolt, míg Takanaka Maszajosi a szólógitáros szerepét töltötte be. Ezzel a felállással egyetlen kislemezt, az 1973-ban megjelent Cycling Boogie-t készítették el. A lemez megjelenése után Cunoda kilépett, helyére Takahasi Jukihiro állt, akivel együtt Ohara Ray basszusgitáros is csatlakozott. Ezzel a felállással készült el az együttes bemutatkozó lemeze, amelyet a Harvest Records jelentett meg az Egyesült Királyságban. Kató ebből a lemezből adott egy példányt Malcolm McLarennek, aki később Bryan Ferrynek adta a felvételt, akinek az együtteséhez, a Roxy Musichoz később Katóék csatlakoztak az egyik turnéjuk során.
Második stúdióalbumukat Kurofune címmel vették fel az Egyesült Királyságban, producere Chris Thomas volt. Thomas a Badfinger együttes 1974-es Wish You Were Here című albumának elkészítése során bemutatta Mikát az együttes tagjainak. Mika hangja hallható a Badfinger Know One Knows című dalán (Pete Ham dalszövegét ismétli japán nyelven). Ez idő tájt lett Sadistic Mika Band tagja Imai Jú billentyűs, aki a zenekar első albumának elkészítésében is segédkezett. Annak ellenére, hogy a kritikusok elismeréssel vélekedtek az albumról, azonban az kereskedelmileg már jóval kisebb visszhangot váltott ki az Egyesült Királyságban.
Az album megjelenése után Ohara kilépett az együttesből, helyére Gotó Cugutosi állt. Chris Thomas volt a producere a zenekar harmadik stúdióalbumának, az 1975-ben megjelent Hot! Menunek is. A Sadistic Mika Band 1975 októberében élőben játszott a BBC Two televízióadó Old Grey Whistle Test című műsorában, ahol két számot, a Time to Noodle-t és a Sukisukisukit adták elő. A zenekar a BBC One Pebble Mill at One című műsorában is szerepelt, ahol Jan Leemingnek adtak interjút. A felvételek alatt a Szukita Maszajosi által készített fényképek a 2006-ban a Shinko Music kiadó által megjelentett S/M/B/2 című könyvben jelentek meg.
A zenekar csatlakozott a Roxy Music egyesült királyságbéli turnéjához, amely keretén belül koncertet adtak a Wembley Stadionban. Előttük még egyetlen japán zenekar sem turnézott a szigetországban. A koncertek felvételei 1976-ban, a Live in London című lemezen jelentek meg. Az album megjelenése után Kató és Mika elváltak, majd mindketten kiléptek az együttesből. Mika később elvette Chris Thomast, akivel az Egyesült Királyságba költöztek.

### 1975–79: The Sadistics
Az együttes megmaradt tagjai, azaz Takahasi, Takanaka, Imai és Gotó The Sadistics néven folytatták tovább. Két stúdióalbumot (Sadistics, We Are Just Taking Off) és egy koncertfelvételt (Live Show) jelentettek mielőtt az együttes 1979-ben feloszlott a tagok szólókarrierje vagy egyéb zenei tevékenysége miatt. A feloszlás után a Sadistics tagjai mind segédkeztek Kató szólóalbumainak elkészítésében.

### Újjáegyesülések
A zenekar három alkalommal egyesült újjá a feloszlás után. Mindhárom alkalommal Kató, Takahasi és Takanaka alkotta az együttes magját. Melléjük mindig más és más énekesnők és zenészek csatlakoztak.
1985-ben Sadistic Yuming Band néven alakultak újjá. Gotó a basszusgitáros, míg Szakamoto Rjuicsi a billentyűs szerepét vállalata magára, melléjük Macutója „Yuming” Jumi csatlakozott énekesként.
1989-ben Sadistic Mica Band néven alakultak újjá. Ez alkalommal Ohara Ray volt a basszusgitáros és Kirisima Karen az énekes. A zenekar Appare címmel stúdióalbumot, míg Szeiten: Sadistick Mica Band Live in Tokyo 1989 néven koncertalbumot jelentett meg.
2006-ban ismét összeálltak Sadistic Mikaela Band néven, az akkor 22 éves Kimura Kaela popénekesnővel. Az együttes Narkissos címmel stúdióalbumot jelentett meg, amelyre a brit Chris Mosdell is írt egy dalt. A lemezből 92 568 példány kelt el Japánban, ezzel a 2006-os év 147. legsikeresebb albuma lett az országban. Az együttes egy országos koncertkörutat is tartott, amelynek utolsó, sibujai állomásának felvételeit Live in Tokyo címmel jelentették meg.

## Diszkográfia
| Stúdióalbumok - Sadistic Mika Band (1973) - Kurofune (1974) - Hot! Menu (1975) Koncertalbumok - Live in London (1976) Közép- és kislemezek - Cycling Boogie (1973) - Hi Baby (1973) - Time Machine ni onegai (1974) - Sukisukisuki/Hei made hitottobi (1974) Válogatásalbumok és box setek - Best of Sadistic Mika Band: 20 Songs to 21st Century (1988) - Sadistic Mika Band CD-BOX (1989) - Makunoucsi (S.M.B. Super Best) (1989) - Beppin: Sadistic Mika Band Best (1992) - Perfect! (1994) - Sadistic Mika Band Best Golden Best (2002) - New Best 1500 (2005) - Csó beppin (2006) | Stúdióalbumok - Sadistics (1977) - We Are Just Taking Off (1978) Koncertalbumok - Live Show (1979) | Stúdióalbumok - Appare (1989) Koncertalbumok - Szeiten: Sadistick Mica Band Live in Tokyo 1989 (1989) Közép- és kislemezek - Boy & Girls/Ai to kairaku sugisa (1989) | Stúdióalbumok - Narkissos (2006) Koncertalbumok - Live in Tokyo (2007) |